# Hong Kong ai XXII Giochi olimpici invernali
Hong Kong ha partecipato ai XXII Giochi olimpici invernali, che si sono svolti dal 7 al 23 febbraio a Soči in Russia, con una delegazione composta da un atleta.

## Short track
| Gara            | Atleta            | Batterie | Batterie  | Semifinali      | Semifinali      | Finale          | Finale          |
| Gara            | Atleta            | Tempo    | Posizione | Tempo           | Posizione       | Tempo           | Posizione       |
| --------------- | ----------------- | -------- | --------- | --------------- | --------------- | --------------- | --------------- |
| 1500 m maschile | Pan-To Barton Lui | 2'22"139 | 5         | non qualificato | non qualificato | non qualificato | non qualificato |